# Svalbardia paludicola
Svalbardia paludicola är en kvalsterart som beskrevs av Thor 1930. Svalbardia paludicola ingår i släktet Svalbardia och familjen Humerobatidae. Inga underarter finns listade i Catalogue of Life.